# 株主代表訴訟
株主代表訴訟（かぶぬしだいひょうそしょう）とは、日本の株式会社において、株主が会社を代表して取締役・監査役等の役員等（下記参照）に対して法的責任を追及するために提起する訴訟のことである（b:会社法第847条）。会社法では、責任追及等の訴えという。
- 会社法について以下では、条数のみ記載する。

## この名称について
会社法や同法施行前の旧商法会社編自体には、「株主代表訴訟」という文言はない。つまり法令上の用語ではなく、俗称である。略して、単に代表訴訟と呼ばれることもある。また、アメリカ法における名称の直訳である派生訴訟という用語も用いられる。会社法では、この訴訟を「責任追及等の訴え」という語で呼ぶことになった。しかし、すでに世間に「株主代表訴訟」という語は定着したため、報道や会社法実務などにおいてもこの語がよく用いられている。

## 概要

### 制度趣旨
通常、株式会社においては取締役会（取締役会が設置されていなければ取締役）が、会社の意思決定を行ない、また取締監督する。しかし、取締役間の馴れ合いによって取締役の責任追及がなされない恐れがある。また、会社が取締役の責任を訴訟によって追及する場合には、監査役（監査役設置会社の場合）が会社を代表するものと定められているが、監査役も会社内部の人間であるため、取締役との個人的な関係などからこれを怠る可能性も考えられる。このため、株主が会社に代わって取締役の責任を追及する訴訟を提起できるようにしたものである（民事訴訟における法定訴訟担当の一種）。
株主代表訴訟においては、原告が株主、被告が取締役となるが、訴えの内容としては「取締役○○は株式会社××に対して△△円支払え」などといった形になり、原告である株主には直接の利益はもたらさない。訴えによって利益を得るのは会社であり、原告自身が直接に利益を得るわけではないことに注意が必要である（原告は、役員等の賠償により会社の損害が回復され、株価が上がるという間接的な利益のみを得る）。

### 原告となる株主
原告となり得る株主は、公開会社においては、6か月前から引き続き（訴訟終結時まで。一般的には口頭弁論終結時までと解されている。）株式を有する株主である。6か月前からという期間は、各会社の定款によって、6か月より短い期間を定めてもよい（847条1項）。また、公開会社でない会社では、6か月という要件はなく、単に株主であればよい（847条2項）。

### 被告となる役員等
被告となる役員等には、発起人・設立時取締役・設立時監査役・取締役・会計参与・監査役・執行役・会計監査人・清算人が該当する。旧商法より、対象となる役員が拡大している。
旧商法においては、株主代表訴訟の規定は取締役について定めたもので、それを発起人、監査役、委員会設置会社における執行役、および清算人に準用していた。その趣旨は、取締役に対する代表訴訟の場合と同様で、事後的な責任追及を可能とすることにより株主の会社経営に対する参加と監督を強化し、これによって経営健全化を担保するものである。
さらに、旧有限会社の社員による取締役、監査役、および清算人に対する訴えにも準用された。有限会社に株主は存在しなかったので「株主代表訴訟」ではなかったが（いうなれば社員代表訴訟）、趣旨は株式会社におけるそれと同一であった（なお、現在、有限会社と名乗ることのできる特例有限会社は、法律上は株式会社である）。

### 手続
6か月前から引き続き（訴訟終結時まで。一般的には口頭弁論終結時までと解されている。）株式を有する株主は、会社に対して書面をもって、取締役の責任を追及する訴訟（会社による責任追及等の訴え）を提起するよう請求することができる。
株主が請求をしたにもかかわらず、会社が60日以内に訴訟を提起しない場合、当該株主は、会社の代わりに、自らが原告となって訴訟（株主による責任追及等の訴え）を提起することができる。ただし、60日間を待つと会社に回復不可能な損害が生じる場合（会社の債権が時効にかかるなど）には、会社への請求なしに直接訴訟を提起できる(847条3項5項)。
株主は、訴えを提起したときは、遅滞なく、株式会社に対し、訴訟告知をしなければならない(849条3項)。株式会社のための訴えであり、会社に訴訟参加する利益があるからである。

### 訴訟の費用
訴え提起時に手数料として訴状に貼付が必要な印紙の額は、訴訟の目的の価額（訴額）によって決まるが、株主代表訴訟においては株主が自己に対してではなく会社に対する賠償を求めているので、「財産権上の請求でない請求に係る訴え」とみなされ（847条6項）、算出不能の場合として1万3,000円となる（民事訴訟費用等に関する法律4条2項より、算出不能の場合は160万円の請求と同じに取り扱われるため）。
訴訟を提起した株主が勝訴した場合には、裁判に要した費用（民事訴訟法上の「訴訟費用」を除く。これについては民訴法61条以下の規定による）と弁護士報酬のうちの相当と認められる額を会社に請求できる（852条1項）。この場合の費用には、（相当と認められる限り）訴訟のために遠隔地からわざわざ出てきた株主の宿泊代、交通費なども含まれる。一方、株主が敗訴した場合に会社が株主に損害賠償を求めることは、原則として許されない（852条2項）。しかし、株主が悪意であった場合には、損害賠償請求が許される。

### 訴訟の効力
株主代表訴訟は、前述のように株主が会社に代わって（代位して）経営陣を訴えるものである以上、取締役等に対する損害賠償請求が認められたとしても、賠償金を受け取るのは会社であって株主ではない。この点では、世間で誤解されやすいところである。

## 訴訟参加
代表訴訟の原告は株主であり、被告は取締役等である。この訴訟に会社も参加することができる。
しかし、取締役等（経営陣）の被告側に会社が訴訟参加できるかについては、旧商法においては争いがあった。これは、会社を代表して訴訟を提起しているはずの原告株主に対立する形で会社が訴訟に参加するというのは、いかにも背理ではないのか、と問題にされたためである。しかし、取締役会決議が違法として提起された株主代表訴訟において、そうした参加を認める判決（最高裁平成13年1月30日決定）が出されたのに従って、商法が改正（平成13年12月改正）され、一定の要件の下に、会社が被告側に訴訟参加することが認められることとなった。
現行の会社法では、会社が被告側に訴訟参加することは、原則できるとしながらも、監査役設置会社においては全監査役の同意、委員会設置会社においては全監査委員の同意がなければならないとして、一定の歯止めを設けている（849条1項・2項）。
また、会社が株主の請求に応じて取締役に対する訴訟を起こした場合、株主が訴訟に参加することができる。これは会社と取締役等のなれ合いで訴訟が形式的に済まされることを防止する趣旨である。

## 沿革

### 濫訴防止
株主代表訴訟が日本の商法に取り入れられたのは昭和25年改正商法による。同改正によって株主総会が万能の機関でなくなり取締役会の権限が強化されたが、それに対応して株主総会の監督権限を強化する必要があった。そこで事後的責任追及を可能とすることにより、取締役会による自己監査と監査役による監査を担保するための制度として株主代表訴訟制度が同じ昭和25年の商法改正で導入された（詳しい趣旨は前述の通りである）。
当初からこの制度には経済界、すなわち会社の経営陣からの反発が強かった。些細な事項についていちいち訴訟を起こされては会社経営が停滞化するというのが彼らの主張である。一方で、会社経営に株主が参加する機会を減らそうという思惑から反発しているのではないかという主張もあった。ともかくも経済界の要望が受け入れられ、昭和26年の商法改正によって被告となった経営陣が原告株主の悪意を疎明すれば、裁判所は原告に対して担保の提供を命じることができるとした。担保提供命令があったにもかかわらず原告が担保を提供しない間、被告は訴訟に応じる必要はなく、期間内に担保が提供されないならば訴えが却下される可能性もある（民事訴訟法81条を参照）。
ここでいう「悪意」の意味については争いがあるが、請求に理由がないこと、または株主代表訴訟制度を逸脱した不当な目的の訴えによって被告（取締役等）を害することを知りつつ訴訟を提起した場合のことをいうとした決定がある（東京高等裁判所平成7年2月20日決定 判例タイムズ895号252頁）。
このように株主代表訴訟に対しては否定的な見解が強かった。現実にも、会社経営の健全化を目指して株主代表訴訟が提起されることは稀で、専ら政治活動（市民運動）、または総会屋による経営攪乱もしくは売名行為の手段として利用され、一般にもそう認識されることが多かった。

### 「商法」時における制度活用のための改正
相次ぐ企業不祥事（特に建設業界の「談合」）を受けて、平成5年改正商法において株主代表訴訟を提起しやすい訴訟にするための改正が行われた。すなわち、株主代表訴訟が財産権上の訴訟でないと明記されたことにより（当時の商法267条4項、その後、同条5項）、訴訟を提起する場合の手数料が一律8,200円となった。民事訴訟費用等に関する法律4条2項によって、財産権上の訴訟でない請求にかかる訴えは訴額が95万円であるとみなされたためである（平成15年の商法改正によって訴額は160万円とみなされるようになり、よって手数料は13,000円となった）。弁護士費用以外の訴訟に必要な費用が会社に対して請求できることとなったのもこの時からである。

### 責任制限
法改正が功を奏し、株主代表訴訟が提起される機会は大幅に増えたといわれる。依然として総会屋による「たかり」や政治団体（市民団体）による会社経営とは直接関係のない主張の手段としてもちいられる例もあったが、会社経営健全化に寄与する訴訟も増えた。
そうした中、大和銀行のアメリカ合衆国における法令違反「大和銀行ニューヨーク支店巨額損失事件」によって生じた損害に基づき、取締役の善管注意義務違反を理由として、最高7億7,500万USドル（5億3,000万ドルに利息を足した総額）という、巨額の支払を命じる判決が出された（大阪地方裁判所平成12年9月20日判決 判例時報1721号3頁）。これを、余りに過大な賠償請求であると感じた経済界は、代表訴訟制度へ再び激しく反発するようになった。
これを受けて、コーポレートガバナンス（企業統治）、コンプライアンス（法令遵守経営）という言葉がもてはやされるようになると同時に、取締役の責任を軽減する商法改正が進められた。そして平成13年12月の商法改正によって従来から認められていた総株主の同意による責任免除よりも容易に、事前または事後に責任を軽減ないし免除する、数種の方法が創設された。そのうちの一つに責任限定契約がある。ただし、この場合であっても、故意または重過失の場合は責任は軽減されない。

## 商法から会社法へ
商法においては、株主代表訴訟の規定は取締役について定める形で、その他の役員はそれを準用する形をとっていた。平成17年（2005年）に成立した会社法においてはそれを一本化するとともに、色々と規定が整理された（「株式会社における責任追及等の訴え」の節の規定（847条－第853条））。
実質的な内容は、あまり変わらないものの、対象となる役員の拡大（上記参照）、会社の被告取締役への補助参加について（849条2項）、株主の原告適格について（851条）などは、商法には規定されていなかった、実質改正の部分である。

## 二段階代表訴訟制度
二段階代表訴訟制度（二重代表訴訟制度）とは、親会社の株主が子会社の取締役等に対して行う代表訴訟のことをいう。アメリカでは多くの州で認められているが、日本の現行の会社法においては、原則として認められていない。
もっとも、旧商法下において、株主代表訴訟が提起され裁判所において審理されている間に、会社が株式移転や株式交換により持株会社制に移行したような場合、従来の株主は自動的に親会社である持株会社の株主となるため、対象会社の株主としての資格を失うので、原告適格を失い、訴えを却下するしかなくなる問題が生じていた（日本興業銀行株主代表訴訟（東京地判平13・3・29判時1748号171頁）等）。そこで、現行の会社法では、訴えを提起した株主が、株式移転や株式交換で親会社の株主となった場合や、合併で別会社の株主となった場合には、例外的に原告適格を失わず、訴訟追行ができるとした（851条）。

## 類似する制度
- 持分会社においては、責任追及の訴え（602条）が存在する。
- 相互会社においては、社員代表訴訟が存在する。
- 社団法人においては、2008年施行の一般社団法人及び一般財団法人に関する法律において、社員代表訴訟の制度が設けられる。
- 地方公共団体における住民訴訟も、株主代表訴訟制度と類似した側面を有している。